# Смилевски, Гоце
Гоце Смилевски (макед. Гоце Смилевски; род. 1975[…], Скопье) — северомакедонский писатель.

## Биография
Учился на филологическом факультете Университета Кирилла и Мефодия в Скопье, затем в Карловом университете в Праге и Центральноевропейском университете в Будапеште, получил степень доктора культурологии.

## Романы
- Планетата на неискуството (2000)
- Разговор со Спиноза (2002, роман года по оценке македонской газеты Утрински Весник)
- Сестрата на Сигмунд Фројд (2007, Литературная премия Европейского Союза, ).

## Признание
Романы Смилевски переведены на многие языки мира. Критика называет его наследником Германа Броха, Гюнтера Грасса и Жозе Сарамагу.

## Публикации на русском языке
Сестра Зигмунда Фрейда. М.: Центрполиграф, 2013 (рец.: )